# Liste der Kulturdenkmale in Kleinwaltersdorf
In der Liste der Kulturdenkmale in Kleinwaltersdorf sind die Kulturdenkmale des Freiberger Ortsteils Kleinwaltersdorf verzeichnet, die bis November 2022 vom Landesamt für Denkmalpflege Sachsen erfasst wurden (ohne archäologische Kulturdenkmale). Die Anmerkungen sind zu beachten.
Diese Aufzählung ist eine Teilmenge der Liste der Kulturdenkmale in Freiberg.

## Kleinwaltersdorf
| Bild                                    | Bezeichnung | Lage                           | Datierung                                                                                           | Beschreibung | ID       |
| --------------------------------------- | --- | ------------------------------ | --------------------------------------------------------------------------------------------------- | --- | -------- |
| Direkt Bild zu diesem Denkmal hochladen | Südliches Wohnstallhaus und westliche Scheune eines Dreiseithofes                                                                                           | Hainichener Straße 155 (Karte) | 1. Hälfte 19. Jahrhundert und später                                                                | Wohnstallhaus markanter Fachwerkbau, gesamtes Anwesen weitgehend ursprünglich, bau- und ortsgeschichtlich wertvoll, zudem bedeutend für das Ortsbild | 09201350 |
| Direkt Bild zu diesem Denkmal hochladen | Schulgebäude (ehemalige Kirchschule) | Hainichener Straße 157 (Karte) | Bezeichnet mit 1847                                                                                 | Charakteristisches Anwesen einer Dorfschule, markanter Bau mit Fachwerkobergeschoss, Segmentbogenportal und Inschrifttafel darüber, bau- und ortsgeschichtlich bedeutend | 09201349 |
| Direkt Bild zu diesem Denkmal hochladen | Wohnhaus in offener Bebauung | Hainichener Straße 160 (Karte) | Um 1800                                                                                             | Ländlicher Bau mit markantem, weithin sichtbaren Fachwerkobergeschoss und Satteldach, baugeschichtlich von Wert und bedeutend für das Ortsbild | 09201346 |
|                                         | Empfangsgebäude des Bahnhofs Kleinwaltersdorf | Hainichener Straße 200 (Karte) | 1873                                                                                                | Typischer Bahnhof der Bahnstrecke Nossen–Moldava v Krušných horách (6614, sä. NM), bau- und ortsgeschichtlich von Wert | 09201347 |
| Direkt Bild zu diesem Denkmal hochladen | Wohnhaus | Kirchsteig 17 (Karte)          | 1. Hälfte 19. Jahrhundert                                                                           | Obergeschoss Fachwerk, zum Teil verkleidet, charakteristischer ländlicher Bau, baugeschichtlich bedeutend, zudem wichtig für Ortsbild | 09201364 |
| Direkt Bild zu diesem Denkmal hochladen | Wohnstallhaus, Seitengebäude und Scheune eines Dreiseithofes                                                                                                | Kirchsteig 34 (Karte)          | Um 1850                                                                                             | Wohnstallhaus mit Fachwerkobergeschoss und Krüppelwalmdach, baugeschichtlich bedeutend und wichtig für Ortsbild | 09201361 |
| Direkt Bild zu diesem Denkmal hochladen | Wohnhaus (Chausseehaus) | Leipziger Straße 100 (Karte)   | Um 1865                                                                                             | Anstelle eines Zollhauses errichteter Bau mit Schmuckelementen der Tudorgotik, bau- und ortsgeschichtlich bedeutend sowie künstlerisch von Belang (Œuvre Heuchler) | 09201363 |
| Direkt Bild zu diesem Denkmal hochladen | Gangzug mit drei Halden (Neugeborn Kindlein Erbstolln) | Lößnitzer Straße (Karte)       | 16./17. Jahrhundert                                                                                 | Bergbau- und ortsgeschichtlich bedeutend | 09201367 |
| Direkt Bild zu diesem Denkmal hochladen | Torhaus des Ritterguts | Rittergutsweg 2 (Karte)        | Um 1800                                                                                             | Markanter Bau mit Durchfahrt und Krüppelwalmdach, bau- und ortsgeschichtlich bedeutend | 09201344 |
| Direkt Bild zu diesem Denkmal hochladen | Transformatorenhäuschen | Walterstal (Karte)             | Um 1910                                                                                             | Gestalterisch bemerkenswertes Exemplar mit Fachwerk, Pyramidendach und Aufbau, bau- und technikgeschichtlich wertvoll | 09201352 |
| Direkt Bild zu diesem Denkmal hochladen | Wohnstallhaus und Scheune eines ehemaligen Dreiseithofes | Walterstal 64 (Karte)          | Bezeichnet mit 1803                                                                                 | Wohnstallhaus mit markantem Fachwerkobergeschoss und Korbbogenportal zum Hof, baugeschichtlich bedeutend und wichtig für Ortsbild | 09201360 |
| Direkt Bild zu diesem Denkmal hochladen | Wohnstallhaus, Seitengebäude, Scheune und Torbogen eines Dreiseithofes                                                                                      | Walterstal 67 (Karte)          | Bezeichnet mit 1807                                                                                 | Geschlossenes Fachwerkgehöft, auf Grund seiner Ursprünglichkeit von besonderer baugeschichtlicher Bedeutung, wichtig für Ortsbild, bildet mit dem benachbarten Hof Walterstal 68 ein unverwechselbares Ensemble | 09201359 |
| Direkt Bild zu diesem Denkmal hochladen | Wohnstallhaus, Seitengebäude und Scheune eines Dreiseithofes                                                                                                | Walterstal 68 (Karte)          | Um 1800                                                                                             | Geschlossenes Fachwerkgehöft, auf Grund seiner Ursprünglichkeit von besonderer baugeschichtlicher Bedeutung, wichtig für Ortsbild, bildet mit dem benachbarten Hof Walterstal 67 ein unverwechselbares Ensemble | 09201358 |
| Direkt Bild zu diesem Denkmal hochladen | Wohnstallhaus (Nr. 71), Seitengebäude (Nr. 71b) und Scheune eines Dreiseithofes                                                                             | Walterstal 71, 71b (Karte)     | Um 1800                                                                                             | Geschlossener und relativ ursprünglich erhaltener Bauernhof des Ortes, baugeschichtlich bedeutend, von Wert für das Ortsbild | 09201357 |
| Direkt Bild zu diesem Denkmal hochladen | Wohnhaus | Walterstal 79 (Karte)          | Um 1840                                                                                             | Charakteristisches ländliches Gebäude mit verputztem Fachwerkobergeschoss und Krüppelwalmdach, baugeschichtlich bedeutend und wichtig für Ortsbild | 09201353 |
| Direkt Bild zu diesem Denkmal hochladen | Wohnstallhaus, Seitengebäude und Scheune eines Dreiseithofes                                                                                                | Walterstal 81 (Karte)          | Um 1800 und später                                                                                  | Geschlossener und relativ ursprünglich erhaltener Bauernhof des Ortes, baugeschichtlich bedeutend, von Wert für das Ortsbild | 09201355 |
| Direkt Bild zu diesem Denkmal hochladen | Wohnhaus | Walterstal 83 (Karte)          | Bezeichnet mit 1797                                                                                 | Charakteristisches ländliches Gebäude mit Fachwerkobergeschoss und Satteldach, bemerkenswert die Datierung in der Schwelle, baugeschichtlich wertvoll und bedeutend für das Ortsbild | 09201354 |
| Direkt Bild zu diesem Denkmal hochladen | Wohnhaus | Walterstal 91 (Karte)          | 1. Hälfte 19. Jahrhundert                                                                           | Charakteristischer ländlicher Bau mit Fachwerkobergeschoss, bildet markantes Fachwerkensemble mit Mühle und Kirchsteig 17, baugeschichtlich bedeutend und wichtig für Ortsbild | 09201365 |
| Direkt Bild zu diesem Denkmal hochladen | Mühlengebäude und Wohnstallhaus eines Mühlenanwesens (Hofmühle)                                                                                             | Walterstal 92 (Karte)          | Bezeichnet mit 1794 (Müllerwohnhaus); Ende 19. Jahrhundert (Mühle)                                  | Aufwändigstes Fachwerkanwesen von Kleinwaltersdorf, bau- und ortsgeschichtlich bedeutend, wichtig für das Ortsbild, zudem aus lokaler Sicht singulär | 09201351 |
| Direkt Bild zu diesem Denkmal hochladen | Bruchsteinmauer | Walterstal 92 (bei) (Karte)    | 18. Jahrhundert                                                                                     | Bedeutend für das Ortsbild | 09201478 |
| Direkt Bild zu diesem Denkmal hochladen | Wohnhaus | Walterstal 95 (Karte)          | Um 1800                                                                                             | Charakteristischer ländlicher Bau mit Fachwerkobergeschoss und Satteldach, baugeschichtlich von Wert und bedeutend für das Ortsbild | 09201343 |
| Direkt Bild zu diesem Denkmal hochladen | Wohnhaus | Walterstal 98 (Karte)          | 1697                                                                                                | Als ältestes Fachwerkhaus von Kleinwaltersdorf baugeschichtlich bedeutend und singulär, zudem wichtig für das Ortsbild | 09201342 |
| Direkt Bild zu diesem Denkmal hochladen | Wohnhaus | Walterstal 99 (Karte)          | 1700 und später                                                                                     | Charakteristischer ländlicher Bau mit Fachwerkobergeschoss und Steildach, baugeschichtlich von Wert und bedeutend für das Ortsbild | 09201341 |
| Direkt Bild zu diesem Denkmal hochladen | Pfarrhof mit Pfarrhaus, Amtshaus mit Verbinderbau und Seitengebäude                                                                                         | Zum Herrenweg 4 (Karte)        | Um 1800 (Amtsgebäude); 19. Jahrhundert (Pfarrhaus)                                                  | Spätbarockes Amtshaus mit hervorgehobenem Portal und Krüppelwalmdach, baugeschichtlich und ortsgeschichtlich bedeutend, bildet zudem unverwechselbares Ensemble mit Dorfkirche | 09201337 |
| Direkt Bild zu diesem Denkmal hochladen | Kirche und Kirchhof Kleinwaltersdorf (Sachgesamtheit) | Zum Herrenweg 5 (Karte)        | 12./13. Jahrhundert (Sachgesamtheit); 1917 (Reformationslinde)                                      | Sachgesamtheit Kirche und Kirchhof Kleinwaltersdorf mit folgenden Einzeldenkmalen: Kirche, drei Grabmale, Denkmal für die Gefallenen des Ersten Weltkrieges und Einfriedungsmauer (siehe 09302559), Kirchhof mit Allee und Reformationslinde (Gartendenkmal); Kirchhof von baugeschichtlicher und besonderer ortsgeschichtlicher Bedeutung | 09201338 |
| Weitere Bilder                          | Kirche mit Ausstattung, drei Grabmale, Denkmal für die Gefallenen des Ersten Weltkrieges und Einfriedungsmauer (Einzeldenkmale der Sachgesamtheit 09201338) | Zum Herrenweg 5 (Karte)        | 12./13. Jahrhundert (Kirche); 1555 (Epitaphaltar); 1880 (Turm); 1886 (Deckenmalerei); 1889 (Glocke) | Einzeldenkmale der Sachgesamtheit Kirche und Kirchhof Kleinwaltersdorf; Beispiel ländlicher Kirchenbaukunst aus mehreren Jahrhunderten, baugeschichtlich und künstlerisch wertvoll, sowie singulär, mit Kirchhof von besonderer ortsgeschichtlicher Bedeutung                                                                              | 09302559 |

## Ehemalige Denkmäler
| Bild                                    | Bezeichnung                                                     | Lage                    | Datierung                 | Beschreibung | ID       |
| --------------------------------------- | --------------------------------------------------------------- | ----------------------- | ------------------------- | --- | -------- |
| Direkt Bild zu diesem Denkmal hochladen | Wohnhaus                                                        | Walterstal 61 (Karte)   | 1. Hälfte 19. Jahrhundert | Charakteristisches und ursprüngliches Häusleranwesen, maßstäblich erhaltene Öffnungen und Steildach, baugeschichtlich bedeutend. Zwischen 2009 und 2014 abgerissen. | 09201362 |
| Direkt Bild zu diesem Denkmal hochladen | Wohnstallhaus eines ehemaligen Bauernhofes                      | Walterstal 73 (Karte)   | Um 1800                   | Charakteristischer ländlicher Bau mit Fachwerkobergeschoss und Satteldach, baugeschichtlich bedeutend und wichtig für das Ortsbild. Zwischen 2009 und 2014 abgerissen. | 09201356 |
| Direkt Bild zu diesem Denkmal hochladen | Ehemaliges Wohnstallhaus eines Bauernhofes                      | Walterstal 85 (Karte)   | 1. Hälfte 19. Jahrhundert | Trotz einiger Veränderungen charakteristischer ländlicher Bau mit Steildach und teilweise erhaltenem Fachwerkobergeschoss, baugeschichtlich und ortsgeschichtlich bedeutend. Zwischen 2009 und 2014 abgerissen. | 09201366 |
| Direkt Bild zu diesem Denkmal hochladen | Wohnstallhaus, Torbogen und Einfriedungsmauer eines Bauernhofes | Zum Herrenweg 6 (Karte) | Um 1800                   | Wohnstallhaus mit markantem Fachwerkobergeschoss, Segmentbogenöffnungen und Satteldach, als Zeugnis ländlicher Architektur bzw. Volksbauweise baugeschichtlich bedeutend, ortsgeschichtlich wertvoll (Kleinwaltersdorf war ursprünglich einseitiges Waldhufendorf), bildete zudem unverwechselbares Ensemble mit Kirche und Pfarrgut. Zwischen 2014 und 2016 abgerissen. | 09201339 |

## Tabellenlegende
- Bild: Bild des Kulturdenkmals, ggf. zusätzlich mit einem Link zu weiteren Fotos des Kulturdenkmals im Medienarchiv Wikimedia Commons. Wenn man auf das Kamerasymbol klickt, können Fotos zu Kulturdenkmalen aus dieser Liste hochgeladen werden:
- Bezeichnung: Denkmalgeschützte Objekte und ggf. Bauwerksname des Kulturdenkmals
- Lage: Straßenname und Hausnummer oder Flurstücknummer des Kulturdenkmals. Die Grundsortierung der Liste erfolgt nach dieser Adresse. Der Link (Karte) führt zu verschiedenen Kartendiensten mit der Position des Kulturdenkmals. Fehlt dieser Link, wurden die Koordinaten noch nicht eingetragen. Sind diese bekannt, können sie über ein Tool mit einer Kartenansicht einfach nachgetragen werden. In dieser Kartenansicht sind Kulturdenkmale ohne Koordinaten mit einem roten bzw. orangen Marker dargestellt und können durch Verschieben auf die richtige Position in der Karte mit Koordinaten versehen werden. Kulturdenkmale ohne Bild sind an einem blauen bzw. roten Marker erkennbar.
- Datierung: Baubeginn, Fertigstellung, Datum der Erstnennung oder grobe zeitliche Einordnung entsprechend des Eintrags in der sächsischen Denkmaldatenbank
- Beschreibung: Kurzcharakteristik des Kulturdenkmals entsprechend des Eintrags in der sächsischen Denkmaldatenbank, ggf. ergänzt durch die dort nur selten veröffentlichten Erfassungstexte oder zusätzliche Informationen
- ID: Vom Landesamt für Denkmalpflege Sachsen vergebene, das Kulturdenkmal eindeutig identifizierende Objekt-Nummer. Der Link führt zum PDF-Denkmaldokument des Landesamtes für Denkmalpflege Sachsen. Bei ehemaligen Kulturdenkmalen können die Objektnummern unbekannt sein und deshalb fehlen bzw. die Links von aus der Datenbank entfernten Objektnummern ins Leere führen. Ein ggf. vorhandenes Icon  führt zu den Angaben des Kulturdenkmals bei Wikidata.